# William Warner (politiker)

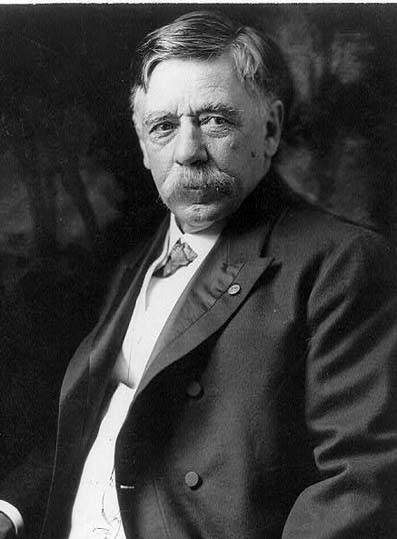
William Warner

William Warner, född 11 juni 1840 i Shullsburg, Wisconsinterritoriet, död 4 oktober 1916 i Kansas City, Missouri, var en amerikansk republikansk politiker. Han representerade delstaten Missouri i båda kamrarna av USA:s kongress, först i representanthuset 1885-1889 och sedan i senaten 1905-1911.
Warner studerade vid Lawrence University och University of Michigan. Han inledde 1861 sin karriär som advokat i Kansas City, Missouri. Han deltog sedan i amerikanska inbördeskriget i nordstaternas armé och befordrades till major. Han var 1871 borgmästare i Kansas City.
Warner besegrade sittande kongressledamoten Alexander Graves i kongressvalet 1884. Efter två mandatperioder i representanthuset ställde han inte upp till omval i kongressvalet 1888.
Warner besegrades av demokraten William J. Stone i guvernörsvalet i Missouri 1892. Han var distriktsåklagare 1882-1884, 1898 och 1902-1905.
Warner efterträdde 1905 Francis Cockrell som senator för Missouri. Han efterträddes sex år senare av James A. Reed.
Warner var aktiv i veteranorganisationen Grand Army of the Republic. Hans grav finns på Elmwood Cemetery i Kansas City.